# Sergentomyia azizi
Sergentomyia azizi är en tvåvingeart som först beskrevs av Saul Adler 1946.  Sergentomyia azizi ingår i släktet Sergentomyia och familjen fjärilsmyggor.
Artens utbredningsområde är Europa. Fynd har bland annat gjorts i Thrakien och på Cypern.